# Cant dels Angelets
El Cant dels Angelets és un cant d'origen gregorià que serveix com a preludi per a les festes patronals de la Puríssima Concepció en el municipi d'Ontinyent. El cor està conformat per un grup mixt de 16 xiquets i xiquetes de 9 i 10 anys. El Diari Oficial de la Generalitat Valenciana va publicar el divendres 24 de novembre de 2017 una Ordre de la Conselleria d'Educació, Investigació, Cultura i Esport per la qual va declarar el Cant dels Angelets d'Ontinyent com Bé Immaterial de Rellevància Local.
Amb les seues veus blanques i muntats en cavalls de cartó, recorren els carrers ontinyentins anunciant, en valencià, l'arribada de la festivitat que se celebra dues setmanes després. Es tracta d'un dels tresors de la música antiga valenciana, escrita en valencià d'incalculable valor musical i literari els orígens del qual es remunten a 1662.

## Història
El Cant dels Angelets i el Pregó marquen l'inici de les festes més importants d'Ontinyent al costat dels Moros i Cristians que se celebren a la fi del mes d'agost. Per a entendre la importància de la devoció cap a la verge, ens hem de remuntar als temps de la reconquesta, quan Jaume I va estendre el culte a la Mare de Déu per tot el Regne de València, ordenant la construcció de temples cristians sota l'advocació de la verge. El Consell General de la ciutat va acordar en 1642 declarar patrona única i principal a la Puríssima Concepció, declarant un any després festa de precepte el dia d'Inmaculada representada per una imatge de plata.
Una data que va marcar la història d'Ontinyent i la seua devoció per la Puríssima va ser l'any 1662, quan se celebren uns festejos per a commemorar un decret del Papa Alexandre VII en favor del Misteri de la Immaculada amb processons i certàmens poètics entre altres actes. L'organitzador dels festejos, el Dr. Gaspar Blas Albuixec va manar traslladar la imatge de la Puríssima a València per a substituir algunes peces de ferro i bronze per altres de metalls nobles. La imatge de la Verge va tornar a Ontinyent en un carro tirat per bous. D'aquest fet ve una altra de les tradicions de les festes de la Puríssima, la del Bou en corda d'Ontinyent. També es va manar construir una nova capella per a la Verge en l'Església de Santa Maria. Les obres de la nova capella es prolongarien durant 30 anys, sent acabada en 1692.
El Cant dels Angelets es remunta a 1662 quan la imatge de la Verge va tornar a Ontinyent des de València en un carro tirat per bous i acompanyat d'un grup de xiquets del cor de la Catedral de València. En les Sagrades Escriptures, els àngels sempre han tingut un paper de missatgers d'un anunci per part de Déu, des de l'arcàngel Gabriel a Maria fins als àngels que a Betlem van anunciar el naixement de Jesús. Els Angelets també anuncien a Ontinyent l'inici de les festes de la Puríssima el quart cap de setmana de novembre. Es tracta d'un dels tresors de la música antiga valenciana, ja que com a curiositat sempre s'ha cantat en valencià, fins i tot en aquells moments en els quals el valencià ha estat perseguit o prohibit. El Cant dels Angelets ha romàs inalterat durant més de tres segles, passant a formar part de la personalitat i el patrimoni cultural, social i religiós d'Ontinyent.

## Cor i desfilada
Aquest particular cor està format per 16 xiquets i xiquetes amb aptituds musicals i que hagen rebut la Primera Comunió i que estudien en qualsevol col·legi d'Ontinyent. En 2015, els Angelets van estrenar les seues noves vestidures en la comitiva que va precedir al pregó de la festes de la Puríssima. L'estrena dels vestits es va consumar amb una presentació que va tindre lloc prèviament en el Centre Cultural de Caixa Ontinyent. Les peces substitueixen a les anteriors, usades des de 1969 i que ara l'Associació de Festes de la Puríssima ha decidit renovar.
Així mateix, els nous vestits recuperen l'estil dels usats des de 1939 fins a 1968, dissenyats per l'artista local Carlos Tormo, de manera que ara el blau és més celest i menys pujat que el del vestit anterior, s'ha eliminat l'excés de passamaneria i els lluentons han sigut substituïdes per sanefes, en manigues i en la vora del vestit, brodades amb fil de plata i inspirades en els àngels músics de la Catedral de València. Tot això segons un profund estudi realitzat per Rafael Gandia. S'ha encarregat del disseny Juan Anglà, confeccionat per Juanjo Oltra de l'empresa Camine Camine, i dels brodats en fil de plata una empresa d'Ontinyent especialista en aquests menesters, Brodats Barber.
A més, els vestits recuperen les ales metàl·liques platejades i les botes de cuir blanc de 1946, en lloc de sabatilles, i han sigut confeccionats amb la col·laboració altruista d'empreses locals, i la subvenció de la Diputació de València i de l'Ajuntament.
En la desfilada, els 16 Angelets anaven precedits per heralds tocant les trompetes i anunciant l'arribada de la comitiva, enaltint a la patrona i convidant amb càntics a participar en les celebracions en el seu honor.
La imatge primitiva de la Puríssima va ser cisellada en plata en 1615 per un desconegut orfebre, segons documents que es conserven en la parròquia, i va ser venerada en el seu Real i Pontifícia Capella, en Santa Maria, fins a agost de 1936, quan va desaparèixer. L'actual imatge, rèplica de la primitiva, va ser beneïda en les festes de 1941.

## Lletra
Hui del cel nova ha aplegat,
que Ontinyent amb devoció
festeja la Concepció
de Maria sens pecat.
Vos faig saber que este día
tota la Cort Celestial
en Majestat sens igual
festeja també a Maria.
Animeu-vos puix Cristians
i a la que és Mare de Déu
festejeu i alcançareu
de son Fill mercés molt grans.
Com és fill tan encumbrat
el qui a sa mare honrarà
en el Cel li ho pagarà
fent-lo benaventurat.
I quan acaba l'Anunci Angèlic, algú llança l'imprescindible vítor, el Visca la Puríssima Concepció! al que tots els presents responen amb un “Visca” potent, seguit per un altre crit gens solemne, però ben arrelat, vingut del record dels anys en què la pròxima festa del bou corria el perill de no celebrar-se: Bou! Bou a la Vila!.

## El Cant dels Angelets d'Ontinyent com Ben Immaterial de Rellevància Local.
Des del divendres 24 de novembre de 2017, el Cant dels Angelets fou oficialment declarat com Ben Immaterial de Rellevància Local. Així ho va publicar el Diari Oficial de la Generalitat, que afig que la protecció del Cant dels Angelets d'Ontinyent es concretarà en mesures com les labors d'identificació, descripció, investigació, estudi i documentació; la incorporació dels testimoniatges disponibles a suports materials, entre altres mesures.
L'ordre inclou la inscripció del Cant dels Angelets en el Inventari General del Patrimoni Cultural Valencià. D'aquesta manera, es reconeix de manera oficial la tradició d'aquestes cobles de caràcter religiós que anuncien la festa de la Puríssima i que ha mantingut al llarg dels segles trets característics de la cultura valenciana. «La seua melodia, vertadera joia musical, ens recorda el monumental Misteri d'Elx», afig l'ordre.